# Frans Krook
Den här sidan handlar om borgmästaren. För militären, se Frans Krook (militär).
Frans Gustaf Krook, född 12 januari 1833 i Ystad, död 1 september 1904 i Hedvig Eleonora församling i Stockholm, var en svensk borgmästare. 
Krook, som var son till ryttmästaren Thomas Otto Krook och Maria Christina Gram, blev student vid Lunds universitet 1849, avlade kameralexamen 1851, hovrättsexamen 1853 och blev vice häradshövding 1859. Han blev brottmålsnotarie i Stockholms rådhusrätt 1868, notarie i Svea hovrätt 1870, civilnotarie vid rådhusrätten 1873, rådman 1878 och var borgmästare i Stockholms stad 1890–1903. Frans Krook är begravd på Norra begravningsplatsen utanför Stockholm.